# Wallis Giunta

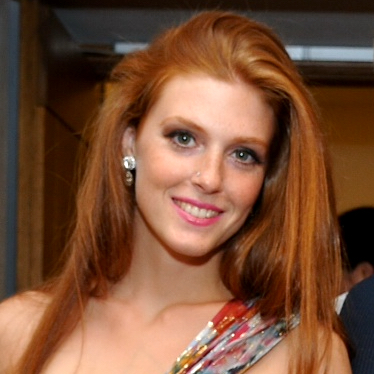
Wallis Giunta, 2014

Wallis Giunta (* 1985 in Ottawa) ist eine kanadische Opernsängerin in der Stimmlage Mezzosopran und Schauspielerin.

## Studium
Giunta wurde in Ottawa, Ontario, als Tochter von Colleen Wrighte und Michael Giunta geboren. Sie hat zwei Geschwister. Wallis sang im Alter von 9 bis 15 Jahren im Ottawa Central Children’s Choir. Sie begann ihre Stimmausbildung bei Charlotte Stewart in Ottawa im Alter von 13 Jahren. Mit 17 startete sie ihr postsekundäres Studium an der University of Ottawa in Gesang. Im Anschluss an ihr Junior-Jahr wechselte sie an die Glenn Gould School des Royal Conservatory of Music in Toronto, wo sie im Alter von 21 Jahren ihr Performance Diploma (Stimme) und im Alter von 23 Jahren ihr Artist Diploma (Stimme) erhielt. Während des Studiums gewann sie den ersten Platz im Konzert des Royal Conservatory Orchestra. Sie besuchte Ausbildungsprogramme beim Aspen Music Festival and School, beim Ravinia Festival, der Internationalen Meistersinger Akademie, der Georg Solti Accademia und dem Banff Center. Wallis absolvierte das renommierte Ensemble Studio der Canadian Opera Company im Jahr 2011, das Metropolitan Opera Lindemann Young Artist Development Programm und das Juilliard School Artist Diplom in Opernstudien im Jahr 2013. Sie hat mit Jean MacPhail in Toronto und Edith Wiens in New York studiert.

## Karriere
Im Frühjahr 2010 gab Giunta ihr professionelles Debüt als Cherubino in Le nozze di Figaro mit Opera Atelier und dem Tafelmusik Baroque Orchestra in Toronto. Sie verbrachte den Sommer 2010 beim Ravinia Festival in Chicago, wo sie für das Young Artist Development Programm der Metropolitan Opera Lindemann vorsang. Sie wurde von James Levine ausgewählt, um im Herbst 2011 an dem Programm teilzunehmen. Anfang 2011 hatte sie ihr amerikanisches Operndebüt als Pribaoutki in der Robert-Lepage-Produktion von Strawinskys The Nightingale & Other Short Fables, auf Tour mit dem Canadian Opera Company. In dieser Spielzeit spielte sie auch Zweite Dame in der Produktion von Mozarts Die Zauberflöte unter der Regie von Diane Paulus und debütierte an der Opera Lyra Ottawa als Lola in Cavalleria rusticana von Mascagni. 2012 trat sie in New York in zwei Produktionen der Metropolitan Opera Young Artists auf, als Phénice in Glucks Armide und als Dorabella in Stephen Wadsworths Inszenierung von Così fan tutte. Sie debütierte auch an der Fort Worth Opera, erneut in der Rolle des Cherubino.
Im Jahr 2013 kehrte sie als Annio bei der Canadian Opera Company in La clemenza di Tito unter der Regie von Christopher Alden zurück. Bei der zweiten Vorstellung in diesem Produktionslauf erzielte sie einen Triumph, als sie in der Rolle des Sesto einsprang. Es folgten ihre Debüts auf der Hauptbühne der Metropolitan Opera in als Contessa Ceprano in Rigoletto (Verdi) und am Théâtre du Châtelet in Paris als Tiffany in I Was Looking at the Ceiling and Then I Saw the Sky von John Adams. Im selben Jahr gab sie ihr Asien-Debüt mit dem Taipei Symphony Orchestra, in dem sie die Rolle von Annio wieder aufnahm.
Im Jahr 2014 kehrte sie mit der Rolle der Dorabella in einer neuen Produktion des Regisseurs Atom Egoyan an die Canadian Opera Company zurück. Sie sang auch bei der kanadischen Erstaufführung von Louis Andriessen Ein-Frau-Oper Anaïs Nin im Rahmen des 21C Festivals in Toronto und kehrte mit der Partie der Bradamante in Händels Alcina an das Opera Atelier zurück. Anfang 2015 sang sie erneut an der Metropolitan Opera – diesmal als Olga in einer neuen Produktion von Die lustige Witwe, die weltweit in HD ausgestrahlt wurde. Es folgten eine Rückkehr zur Opera Lyra Ottawa als Cherubino und ein Debüt am Teatro dell’Opera di Roma, wo sie ihre Rolle in I Was Looking at the Ceiling and Then I Saw the Sky wieder aufnahm. Im Herbst 2015 wurde sie Mitglied des Ensembles der Oper Leipzig. Im November 2015 gab sie dort ihr Operndebüt mit der Rolle des Cherubino in einer neuen Produktion von Le nozze di Figaro. Es folgten an der Oper Leipzig ihr Rollendebüt als Siébel in Gounods Faust und ihre erste Wagner-Rolle als Rossweise in Die Walküre. Im März 2016 gab sie als Angelina in La Cenerentola ein weiteres Rollendebüt an der Oper Leipzig. Sie debütierte im April 2016 an der Deutschen Oper am Rhein, gefolgt von einem Debüt mit den Hamburger Symphonikern im Mai 2016 und ihrem Rollendebüt als Mercédès in Carmen für die neue Inszenierung von Barry Kosky der Oper Frankfurt im Juli 2016. Im Herbst 2016 debütierte sie in einer neuen Rolle am Opera Atelier als Dido in Dido and Aeneas und debütierte im Konzert mit dem Münchner Rundfunkorchester und der Symphonie Nova Scotia. Im Jahr 2017 spielte sie in drei Produktionen für die Opera North und sang die Titelpartien in La Cenerentola und L’enfant et les sortilèges sowie Dinah in Trouble in Tahiti. Bei den Internationalen Barocktagen Stift Melk an Pfingsten 2022 gab sie zusammen mit ihrem Landsmann Michael Schade die Dido in Henry Purcells wegbereitender Oper.

## Ehrungen
- 2018: International Opera Award: Auszeichnung als „Young Singer“ des Jahres[1]
- 2017: Vom „The Arts Desk“ zum „Young Singer of the Year“ ernannt
- 2017: In den WhatsOnStage Opera Awards als „Breakthrough Artist in UK Opera“ bezeichnet
- 2016: Gewinnerin des Bernard-Diamant-Preis, vom Canada Council for the Arts
- 2015: Von der CBC/Radio-Canada zu den „30 besten kanadischen Klassikern unter 30 Jahren“ ernannt
- 2015: Vom Ottawa Life Magazine zu einem der „Top 25 Menschen in Kanadas Hauptstadt“ ernannt
- 2015: Auserwählt, um in Kanada für den Governor General’s Awards aufzutreten
- 2014: Von der CBC/Radio-Canada zu den „30 besten kanadischen Klassikern unter 30 Jahren“ ernannt
- 2013: Von der CBC/Radio-Canada zu den „30 besten kanadischen Klassikern unter 30 Jahren“ ernannt
- 2013: Erhielt den Juilliard School Novick Career Advancement Grant
- 2012: Gewinnerin des Sylva Gelber Foundation Award, Kanada
- 2010: Förderpreisgewinner an der George London Competition, USA
- 2010: Förderpreisgewinner an der Metropolitan Opera National Council Auditions
- 2010: Gewinnerin des New Discoveries Competition, Kanada

## Partien
Giuntas Repertoire umfasst:
- Tiffany, I Was Looking at the Ceiling and Then I Saw the Sky (Adams)
- Nancy T’ang, Nixon in China (Adams)
- Anaïs, Anaïs Nin (Andriessen)
- Sally, A Hand of Bridge (Barber)
- Paquette, Candide (Bernstein)
- Dinah, Trouble in Tahiti (Bernstein)
- Mercédès, Carmen (Bizet)
- Hermia, A Midsummer Night’s Dream (Britten)
- Nancy, Albert Herring (Britten)
- English Lady, Death in Venice (Britten)
- Pandora, Pandora’s Locker (Dean Burry)
- Wu, Kommilitonen! (Davies)
- Phenice, Armide (Gluck)
- Siebel, Faust (Gounod)
- Olga, Die lustige Witwe (Lehár)
- Bradamante, Alcina (Händel)
- Ernesto, Il mondo della luna (Haydn)
- Lola, Cavalleria rusticana (Mascagni)
- Annio/Sesto, La clemenza di Tito (Mozart)
- Cherubino, Le nozze di Figaro (Mozart)
- Dorabella, Così fan tutte (Mozart)
- Idamante, Idomeneo (Mozart)
- Zweite Dame, Die Zauberflöte (Mozart)
- Dido, Dido and Aeneas (Purcell)
- L’enfant, L’enfant et les sortilèges (Ravel)
- Il Fuso, La bella dormente nel bosco (Respighi)
- Angelina (Cenerentola), La Cenerentola (Rossini)
- Clarina, La cambiale di matrimonio (Rossini)
- Die Geliebte des Königs, The Children’s Crusade (Schafer)
- Orlofsky, Die Fledermaus (Strauss)
- Pribaoutki, The Nightingale & Other Short Fables (Strawinsky)
- Contessa Ceprano, Rigoletto (Verdi)
- Rossweisse, Die Walküre (Wagner)
- Blumenmädchen, Parsifal (Wagner)
- Wellgunde, Das Rheingold (Wagner)

## Filme und Diskografie
- Dans les pas de Cendrillon. Dokumentation über die Historie der Cinderella-Geschichte, produziert von Arte; Premiere 1 Januar, 2017.
- The Merry Widow von Franz Lehár, aufgezeichnet für die Metropolitan Opera Live in HD Serie, Januar, 2015; veröffentlicht am DVD und Blu-ray von Decca.
- Music for Great Films of the Silent Era. Musik von William P. Perry; aufgezeichnet für Naxos Juni, 2014 mit der RTÉ National Symphony Orchestra und Paul Phillips (Dirigent) in Dublin, Irland.
- Une Saison a la Juilliard School. Dokumentarserie über Studenten der Juilliard School, produziert von Arte; im 2013 auf DVD veröffentlicht.
- Richard Strauss: Lieder op. 10, 15, 17. Im Juli 2013 mit dem Pianisten Carson Becke in Québec, Kanada, aufgenommen.
- Opera Atelier: Don Giovanni. Mini-Dokumentation über die Titelfigur von Mozarts Don Giovanni; produziert von Bravo Netzwerk und 90th Parallel Productions 2010.